# New Albany, Mississippi

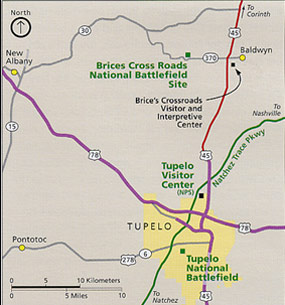
New Albany ligger nordväst om Tupelo.

New Albany är en stad i Union County, nordöstra Mississippi i USA. New Albany ligger nordväst om den större staden Tupelo.  Antalet invånare vid 2000 års folkräkning (census) var 7 607. New Albany är administrativ huvudort (county seat) i Union County.
Staden är känd bland annat på grund av att William Faulkner föddes här.